# Twierdzenie sinusów
Twierdzenie sinusów lub wzór sinusów – twierdzenie dotyczące zależności między kątami i bokami w trójkącie.

## Treść twierdzenia
W dowolnym trójkącie na płaszczyźnie, iloraz długości dowolnego boku i sinusa kąta naprzeciw tego boku jest stały i równy długości średnicy okręgu opisanego na trójkącie.
Zależność tę można zapisać następująco:
{\displaystyle {\frac {a}{\sin \alpha }}={\frac {b}{\sin \beta }}={\frac {c}{\sin \gamma }}=2R.}

### Dowód
Wystarczy udowodnić jedną z równości, np. równość {\displaystyle {\frac {c}{\sin \gamma }}=2R,} gdyż dowody pozostałych są analogiczne. Podanej równości równoważna jest następująca:
{\displaystyle {\frac {c}{2R}}=\sin \gamma .}
Na trójkącie {\displaystyle \Delta ABC} opisujemy okrąg i rozważamy trzy przypadki.
Przypadek 1. {\displaystyle \gamma =90^{\circ }}
{\displaystyle \sin \gamma =1} oraz {\displaystyle c=2R,} więc równość jest spełniona.
Przypadek 2. {\displaystyle \gamma <90^{\circ }}
Kreślimy średnicę {\displaystyle AD} i rozważamy pomocniczy trójkąt {\displaystyle \Delta ABD.} Kąt {\displaystyle \angle {ABD}} jest prosty, więc oznaczając kąt {\displaystyle \angle {ADB}} przez {\displaystyle \delta ,} otrzymujemy
{\displaystyle {\frac {AB}{AD}}=\sin \delta .}
Ponieważ {\displaystyle AB=c,} {\displaystyle AD=2R} oraz {\displaystyle \delta =\gamma } (są to kąty wpisane w okrąg oparte na tym samym łuku), prawdziwa jest dowodzona równość.
Przypadek 3. {\displaystyle \gamma >90^{\circ }}
Postępując tak jak w przypadku 2, otrzymujemy równość
{\displaystyle {\frac {AB}{AD}}=\sin \delta .}
Na mocy twierdzenia o czworokącie wpisanym w okrąg mamy {\displaystyle \gamma +\delta =180^{\circ }.} Zatem {\displaystyle \sin \gamma =\sin(180^{\circ }-\delta )=\sin \delta .} Także w tym przypadku dowodzona równość okazuje się prawdziwa.

## Uproszczona wersja twierdzenia
W dowolnym trójkącie iloraz długości dowolnego boku i sinusa kąta naprzeciw tego boku jest stały.
{\displaystyle {\frac {a}{\sin \alpha }}={\frac {b}{\sin \beta }}={\frac {c}{\sin \gamma }}.}

### Dowód 1
Zgodnie ze znanym wzorem na pole trójkąta:
{\displaystyle P={\frac {1}{2}}ab\cdot \sin \gamma ={\frac {1}{2}}bc\cdot \sin \alpha ={\frac {1}{2}}ac\cdot \sin \beta .}
Dzieląc każde z wyrażeń przez {\displaystyle a\cdot b\cdot c} i mnożąc przez 2, dostajemy
{\displaystyle {\frac {2P}{abc}}={\frac {\sin \gamma }{c}}={\frac {\sin \alpha }{a}}={\frac {\sin \beta }{b}}.}
Biorąc odwrotności każdego z wyrażeń, dostajemy tezę.

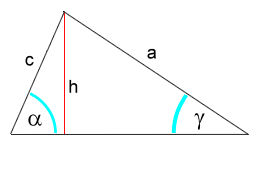

### Dowód 2
Opuśćmy wysokość z wierzchołka wspólnego dla boków {\displaystyle a,} {\displaystyle c.} Wówczas
{\displaystyle \sin \alpha ={\frac {h}{c}},\qquad \sin \gamma ={\frac {h}{a}}.}
Rugując z obu równań zmienną {\displaystyle h,} dostajemy:
{\displaystyle c\cdot \sin \alpha =a\cdot \sin \gamma ,}
czyli dzieląc obie strony przez {\displaystyle \sin \alpha \cdot \sin \gamma ,} dostajemy
{\displaystyle {\frac {c}{\sin \gamma }}={\frac {a}{\sin \alpha }}}
Zmieniając wierzchołki, z których opuszczamy wysokość, dostajemy pozostałe dwie równości.

## Wnioski
Korzystając z twierdzenia sinusów, można udowodnić:
- nierówność Erdősa,
- twierdzenie o dwusiecznej kąta wewnętrznego w trójkącie,
- twierdzenie tangensów.

## Wzór sinusów w geometriach nieeuklidesowych
Omawiane wyżej twierdzenie sinusów jest twierdzeniem geometrii euklidesowej, czyli tzw. geometrii płaskiej i ma swoje odpowiedniki w geometriach nieeuklidesowych
W geometrii eliptycznej mamy wzór:
{\displaystyle {\frac {\sin \alpha }{\sin a}}={\frac {\sin \beta }{\sin b}}={\frac {\sin \gamma }{\sin c}}.}
Tutaj a,b,c są długościami odcinków sferycznych, α, β, γ są kątami między odpowiednimi bokami. Dowód pierwszego wzoru znajduje się w następnej sekcji (przeprowadzony jest w jednym z możliwych modeli tej geometrii).
Analogicznie w geometrii hiperbolicznej, przyjąwszy tzw. metrykę naturalną, dostajemy:
{\displaystyle {\frac {\sin \alpha }{\sinh a}}={\frac {\sin \beta }{\sinh b}}={\frac {\sin \gamma }{\sinh c}}.}
Tutaj a, b, c są długościami odcinków, α, β, γ są kątami między odpowiednimi bokami. Jak widać, jeśli argumentem jest długość odcinka, to zamiast sin używamy sinh.
Spostrzeżenie, że {\displaystyle \sin(ix)=i\cdot \sinh(x)} umożliwia bardziej spójne spojrzenie na temat. Otóż, jeśli K oznacza krzywiznę Gaussa powierzchni oraz {\displaystyle k={\sqrt {K}},} to otrzymamy następujący wzór:
{\displaystyle {\frac {\sin \alpha }{\sin(ka)}}={\frac {\sin \beta }{\sin(kb)}}={\frac {\sin \gamma }{\sin(kc)}}.}
- Dla K>0 mamy trygonometrię na sferze o promieniu {\displaystyle {\tfrac {1}{k}}.}
- Dla K<0 mamy trygonometrię na pseudosferze o promieniu równym {\displaystyle {\tfrac {1}{|k|}}.} Ponieważ {\displaystyle {\tfrac {1}{k}}} jest tutaj urojony więc można też ten przypadek traktować jak sferę o promieniu urojonym {\displaystyle {\tfrac {1}{\sqrt {-|K|}}}={\tfrac {1}{i\cdot {\sqrt {|K|}}}}.} Niekiedy sugestywnie ujmuje się to następująco: trygonometria hiperboliczna jest trygonometrią sferyczną na sferze o promieniu urojonym.

## Twierdzenie sinusów dlatrójkątów sferycznych

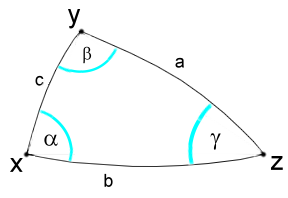
rys.1

Jeśli a,b,c oznaczają długości odcinków sferycznych, α β, γ są kątami umieszczonymi naprzeciw boków odpowiednio a,b,c to zachodzi wzór
{\displaystyle {\frac {\sin \alpha }{\sin a}}={\frac {\sin \beta }{\sin b}}={\frac {\sin \gamma }{\sin c}}.}

### Dowód
Nazwijmy wektorem centralnym taki, który ma początek w środku sfery jednostkowej.
Długość odcinka sferycznego jest kątem między centralnymi wektorami, których końce są punktami ograniczającymi odcinek sferyczny.
Kąt między dwiema prostymi sferycznymi, czyli kołami wielkimi jest kątem między płaszczyznami zawierającymi te koła wielkie, a ten z kolei jest kątem między wektorami prostopadłymi do obu tych płaszczyzn.
Jeśli mamy dwa końcowe punkty odcinka sferycznego będące końcami centralnych wektorów x, y to Iloczyn skalarny xy tych wektorów jest równy cosinusowi kąta między wektorami x, y, czyli cosinusowi długości tego odcinka. Czyli
{\displaystyle xy=\cos c,}
{\displaystyle xz=\cos b,}
{\displaystyle yz=\cos a.}
Jeśli mamy dwa punkty na sferze będące końcami centralnych wektorów x, y, to korzystając z pojęcia iloczynu wektorowego, możemy wyznaczyć wektor prostopadły do płaszczyzny rozpiętej na x, y jako {\displaystyle x\times y.} Zgodnie z definicją długość takiego iloczynu wektorowego jest równa sinusowi kąta między wektorami x, y, czyli sinusowi długości odcinka
{\displaystyle |x\times y|=\sin c,}
{\displaystyle |x\times z|=\sin b,}
{\displaystyle |y\times z|=\sin a.}
Rozważmy wyrażenie:
{\displaystyle (z\times x)\times (x\times y).}
Z jednej strony powyższy iloczyn wektorowy ma długość równą iloczynowi długości obu czynników oraz sinusa kąta między obu czynnikami, czyli kąta między płaszczyzną rozpiętą na wektorach x,z oraz płaszczyzną rozpiętą na wektorach x,y. Ten ostatni kąt jest równy α. Czyli:
{\displaystyle |(z\times x)\times (x\times y)|=|z\times x|\cdot |x\times y|\cdot \sin \alpha =\sin b\cdot \sin c\cdot \sin \alpha .}
Z drugiej strony na mocy znanej własności {\displaystyle p\times (q\times r)=q(pr)-r(pq)} dostajemy:
{\displaystyle (z\times x)\times (x\times y)=x((z\times x)y)-y((z\times x)x)=x((z\times x)y),}
ponieważ
{\displaystyle (z\times x)x=0.}
Stąd
{\displaystyle |(z\times x)\times (x\times y)|=(z\times x)y.}

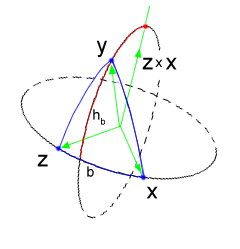
rys. 2

Ponieważ (rys. 2) dla iloczynu mieszanego {\displaystyle (z\times x)y} zachodzi
{\displaystyle (z\times x)y=\sin b\cdot \sin h_{b},}
gdzie {\displaystyle h_{b}} jest długością wysokości trójkąta opuszczonej na bok b, to dostajemy zależność
{\displaystyle \sin b\cdot \sin c\cdot \sin \alpha =\sin b\cdot \sin h_{b},}
a po uproszczeniu
{\displaystyle \sin c\cdot \sin \alpha =\sin h_{b}.}
Prowadząc analogiczne rozważania dla wyrażenia
{\displaystyle (y\times z)\times (z\times x),}
dostajemy zależność
{\displaystyle \sin a\cdot \sin \gamma =\sin h_{b}.}
Rugując z obu zależności trygonometrycznych {\displaystyle \sin h_{b},} dostajemy
{\displaystyle {\frac {\sin \alpha }{\sin a}}={\frac {\sin \gamma }{\sin c}}.}
Analogicznie dowodzimy zależności
{\displaystyle {\frac {\sin \alpha }{\sin a}}={\frac {\sin \beta }{\sin b}}.}

## Twierdzenie sinusów dla czworościanu

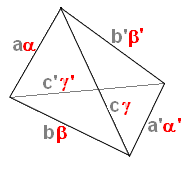
litery łacińskie (czarne) oznaczają długości krawędzi, litery greckie (czerwone) oznaczają miary kątów krawędziowych

Jeśli a, b, c, a′, b′, c′  są długościami krawędzi czworościanu przy czym primowane leżą naprzeciw odpowiednich nieprimowanych, oraz jeśli α, β, γ, α', β', γ' są kątami krawędziowymi przy analogicznych krawędziach, to
{\displaystyle {\frac {\sin \alpha \cdot \sin \alpha '}{a\cdot a'}}={\frac {\sin \beta \cdot \sin \beta '}{b\cdot b'}}={\frac {\sin \gamma \cdot \sin \gamma '}{c\cdot c'}}.}

### Dowód
Niech {\displaystyle {\widehat {ab}},{\widehat {ab'}},{\widehat {b'c}},\dots } oznaczają kąty złożone z dowolnych nie leżących naprzeciw siebie krawędzi.
Na podstawie twierdzenia sinusów dla trójkąta sferycznego przy wierzchołku, w którym zbiegają się boki a, b, c′:
{\displaystyle {\frac {\sin \alpha }{\sin {\widehat {bc'}}}}={\frac {\sin \beta }{\sin {\widehat {ac'}}}}.}
Podobnie dla wierzchołka, w którym zbiegają się boki a′, b′, c′:
{\displaystyle {\frac {\sin \alpha '}{\sin {\widehat {b'c'}}}}={\frac {\sin \beta '}{\sin {\widehat {a'c'}}}}.}
Mnożąc stronami dwie powyższe równości, dostajemy:
{\displaystyle {\frac {\sin \alpha \cdot \sin \alpha '}{\sin {\widehat {bc'}}\cdot \sin {\widehat {b'c'}}}}={\frac {\sin \beta \cdot \sin \beta '}{\sin {\widehat {ac'}}\cdot \sin {\widehat {a'c'}}}}\quad (1).}
Na podstawie twierdzenia sinusów dla trójkąta, którego bokami są a′, b, c′:
{\displaystyle {\frac {\sin {\widehat {bc'}}}{a'}}={\frac {\sin {\widehat {a'c'}}}{b}}.}
Podobnie dla trójkąta, którego bokami są a, b′, c′:
{\displaystyle {\frac {\sin {\widehat {b'c'}}}{a}}={\frac {\sin {\widehat {ac'}}}{b'}}.}
Mnożąc stronami dwie powyższe równości, dostajemy:
{\displaystyle {\frac {\sin {\widehat {bc'}}\cdot \sin {\widehat {b'c'}}}{aa'}}={\frac {\sin {\widehat {ac'}}\cdot \sin {\widehat {a'c'}}}{bb'}}\quad (2).}
I na koniec, mnożąc stronami równości (1), (2), dostajemy
{\displaystyle {\frac {\sin \alpha \cdot \sin \alpha '}{a\cdot a'}}={\frac {\sin \beta \cdot \sin \beta '}{b\cdot b'}}.}
Zmieniając parę przeciwnych krawędzi czworościanu na inną parę, dostajemy pozostałe dwie równości tezy.

## Twierdzenie sinusów dlakąta trójściennego
Jeśli {\displaystyle \alpha ,\beta ,\gamma } są kątami płaskimi przy wierzchołku S czworościanu SABC odpowiednio między ramionami: SB i SC, SA i SC, SA i SB, zaś {\displaystyle \alpha ',\beta ',\gamma '} kątami dwuściennymi leżącymi naprzeciw nich, czyli kątami krawędziowymi SA, SB, SC. Wówczas zachodzi wzór:
{\displaystyle {\frac {\sin \alpha }{\sin \alpha '}}={\frac {\sin \beta }{\sin \beta '}}={\frac {\sin \gamma }{\sin \gamma '}}.}
Dowód polega na zrzutowaniu punktu A na płaszczyznę SBC (rzut – A′) i przedstawieniu stosunku długości AA′ do OA za pomocą funkcji trygonometrycznych kątów występujących przy rzutowaniu najpierw na prostą SB lub SC i porównaniu wyrażeń.